# Nemoli
Nèmoli è un comune italiano di 1 391 abitanti della provincia di Potenza in Basilicata.
Il paese, posto tra i monti dell'appennino lucano, è noto per l'artigianato tipico del legno e del rame.

## Geografia fisica
Nèmoli si trova nella zona più a sud della provincia di Potenza. Il suo territorio si estende per 19,7 km². Posizionato al centro della valle del Noce è circondato, oltre che da questo, dai fiumi Sonante, Torbido e Pulcino, le cui acque alimentano gli acquedotti di più paesi della valle.
Verso nord, nei pressi della vecchia stazione di Nemoli, a 788 metri sul livello del mare, si trova il lago Sirino (circa 5 ettari).
Nemoli è circondata dai monti dell'Appennino Lucano: Serra Rotonda, Serra Lunga, il monte Coccovello (1505 metri), il Roccazzo (894 metri) e il monte Sirino (1907 metri) sono i rilievi principali.
Nel nucleo principale del paese, dove si trovano le caratteristiche strettole e sopportici, si possono ammirare alcuni portali sparsi per i vicoli e il loggiato di stile napoletano, del palazzo Filizzola del XVIII secolo oltre al monumento dedicato ai caduti realizzato in bronzo.

## Storia
Le prime tracce di insediamenti umani sul territorio di Nemoli risalgono al V secolo a.C., come testimoniano alcune statuine di bronzo ritrovate sul territorio, rappresentanti guerrieri e animali, che fanno pensare alla passata esistenza di una stipe votiva e all'esistenza di una città di origine fenicia chiamata Irie, i cui abitanti veneravano una divinità maschile.
Il primo nucleo abitativo certamente risale ai primi secoli dello scorso millennio.
Durante il Medioevo Nemoli, allora chiamata Il Bosco, dipese dapprima dalla città di Lauria, quale grangia dell'abbazia di san Filippo. Poi venne accorpata al territorio di Rivello, di cui costituiva uno dei tre casali insieme a San Costantino e Rotale. Nel 1650 vi si stabilì un folto gruppo di Valdesi, scacciati della vicina Calabria, che incrementò notevolmente la popolazione.
Durante il breve governo della Repubblica Partenopea del 1799, divenne comune col nome de La Serra, rientrando nell'ordinamento amministrativo del dipartimento del Crati e, a livello più strettamente locale, del cantone di Lauria. Nel 1806, per volontà di Giuseppe Bonaparte, si cominciò a costruire la strada consolare detta "delle Calabrie": questa, che attraversava Bosco, portò benessere economico ed incremento demografico. In questi periodo numerosi erano gli opifici quali ferriere, ramiere e mulini. Inoltre, Bosco divenne luogo di ristoro per i carrettieri che vi transitavano. A partire dal 1824, vi furono numerose petizioni e esposti, inoltrati alle autorità competenti e al ministro e segretario di stato degli affari interni, che rivendicavano l'autonomia e la costituzione di un comune autonomo e indipendente da Rivello, ma tutte ebbero risposta negativa, in parte dovuto al fatto che gli abitanti di Bosco e di Rivello costituivano un'unica e sola parrocchia. Al paese venne imposto il cambio del nome, da Bosco a Nemoli, con apposito decreto borbonico, appena dopo l'avvenuta distruzione dell'omonimo paese, Bosco del Cilento, incendiato e distrutto per essere insorto contro i Borbone di Napoli nel 1828. Già in precedenza, approfittando di una visita del re di Napoli, Ferdinando II di Borbone, del 10 aprile 1833, una delegazione di boschesi aveva manifestato, sulle rive del lago Sirino, il suo desiderio di autonomia da Rivello. Il 6 giugno 1833 la richiesta di indipendenza fu espressa formalmente a Napoli, chiedendo anche di cambiare il nome del casale per non confonderlo con l'ormai distrutto Bosco del Cilento; tra le possibili alternative per il nome vi era anche quella di Nemoli (dal latino Nemus Olim, ossia "una volta Bosco"). Col decreto dell'8 dicembre 1833 Ferdinando II di Borbone concesse a Bosco il diritto di costituirsi autonomamente come comune e rendersi finalmente indipendente da Rivello, col nome di Nemoli, a partire dal 1º gennaio 1834. Solo un secolo più tardi, dopo che la commissione degli affari ecclesiastici aveva sottoposto al re il bisogno di avere una parrocchia separata e a seguito delle disposizioni vescovili per eliminare le tensioni tra i due abitati, gli abitanti di Nemoli ottennero finalmente, l'11 ottobre 1938, una propria parrocchia con l'erezione della chiesa di Santa Maria delle Grazie.

### Simboli
Lo stemma e il gonfalone sono stati concessi con DPR del 10 febbraio 1986.
Il gonfalone è un drappo rettangolare di rosso.

## Monumenti e luoghi d'interesse
- Chiesa di Santa Maria delle Grazie -  è del 1600, conserva un'edicola lignea sovrastante l'altare maggiore la quale conserva una statua della Madonna policroma risalente al Trecento in stile bizantino, l'acquasantiera di F. De Sicignano del 1512, una campanella del 1373 e lo stupendo rosone delle vetrate artistiche fiorentine.
- Chiesa del lago Sirino - in questa chiesa si possono ammirare un rosone e altre effigi di scuola napoletana, un Cristo dei maestri artigiani di Ortisei e il gruppo ligneo della Santa Famiglia.
- Chiesa di Santa Maria, nei pressi del cimitero comunale.
- Palazzo Filizzola

## Società

### Evoluzione demografica
Abitanti censiti

### Lingue e dialetti
La popolazione parla un dialetto gallo-italico.

## Cultura

### Musica
In ambito musical-popolare, Nemoli ha una tradizione legata principalmente alla tarantella e a canti che rappresentano varie condizioni lavorative, eventi mondani, religiosi e, come nella maggior parte della zona Valnocina, l'organetto (o' mandacett) è lo strumento più comune. Ma la tradizione strumentale nemolese è legata soprattutto ai riti del Carnevale e della Pasqua, per i quali nascono strumenti come o' tricca'ballac e a' trocc'l. Pur non essendo uno strumento di origini nemolesi, fa parte della tradizione musicale anche il cupi cupi, costruito con la vescica del maiale e suonato nel periodo carnevalesco.

## Amministrazione
Di seguito è presentata una tabella relativa alle amministrazioni che si sono succedute in questo comune.
| Periodo | Periodo   | Primo cittadino     | Partito                       | Carica  | Note  |
| ------- | --------- | ------------------- | ----------------------------- | ------- | ----- |
| 1985    | 1990      | Gerardo Melchionda  | Partito Comunista Italiano    | Sindaco | [ 7 ] |
| 1990    | 1995      | Domenico Carlomagno | Democrazia Cristiana          | Sindaco | [ 7 ] |
| 1995    | 1999      | Domenico Carlomagno | Partito Popolare Italiano     | Sindaco | [ 7 ] |
| 1999    | 2004      | Domenico Carlomagno | Partito Popolare Italiano     | Sindaco | [ 7 ] |
| 2004    | 2009      | Antonio Filardi     | civiche                       | Sindaco | [ 7 ] |
| 2009    | 2014      | Antonio Filardi     | civiche                       | Sindaco | [ 7 ] |
| 2014    | 2019      | Domenico Carlomagno | Lista civica (PD)             | Sindaco | [ 7 ] |
| 2019    | 2024      | Domenico Carlomagno | Lista civica (PD)             | Sindaco | [ 7 ] |
| 2024    | in carica | Domenico Carlomagno | Lista civica Nemoli nel cuore | Sindaco | [ 7 ] |

## Sport
Esisteva una squadra di calcio dilettantistica, l'ASD Nemoli, iscritta al campionato di 2ª Categoria della Basilicata, ormai non più attiva.